# Alexandros Kartalīs
Alexandros Kartalīs (in greco Αλέξανδρος Καρτάλης?; Norimberga, 29 gennaio 1995) è un calciatore greco con cittadinanza tedesca, difensore svincolato.

## Carriera
Il 5 luglio 2019 viene acquistato a titolo definitivo dalla squadra greca del PAS Giannina.

## Statistiche

### Presenze e reti nei club
Statistiche aggiornate al 9 marzo 2021.
| Stagione            | Squadra             | Campionato          | Campionato | Campionato | Coppe nazionali | Coppe nazionali | Coppe nazionali | Coppe continentali | Coppe continentali | Coppe continentali | Altre coppe | Altre coppe | Altre coppe | Totale | Totale |
| Stagione            | Squadra             | Comp                | Pres       | Reti       | Comp            | Pres            | Reti            | Comp               | Pres               | Reti               | Comp        | Pres        | Reti        | Pres   | Reti   |
| ------------------- | ------------------- | ------------------- | ---------- | ---------- | --------------- | --------------- | --------------- | ------------------ | ------------------ | ------------------ | ----------- | ----------- | ----------- | ------ | ------ |
| 2014-2015           | Greuther Fürth II   | RL                  | 22         | 2          |                 | -               | -               |                    | -                  | -                  |             | -           | -           | 22     | 2      |
| 2015-2016           | Aalen               | 3L                  | 25         | 1          | CG              | 1               | 0               |                    | -                  | -                  |             | -           | -           | 26     | 1      |
| 2016-2017           | Aalen               | 3L                  | 28         | 3          |                 | -               | -               |                    | -                  | -                  |             | -           | -           | 28     | 3      |
| Totale Aalen        | Totale Aalen        | Totale Aalen        | 53         | 4          |                 | 1               | 0               |                    | -                  | -                  |             | -           | -           | 54     | 4      |
| 2017-2018           | Greuther Fürth II   | RL                  | 28         | 3          |                 | -               | -               |                    | -                  | -                  |             | -           | -           | 28     | 3      |
| 2018-2019           | Zwickau             | 3L                  | 25         | 0          |                 | -               | -               |                    | -                  | -                  |             | -           | -           | 25     | 0      |
| 2019-2020           | PAS Giannina        | SL2                 | 12         | 2          | CG              | 3               | 0               |                    | -                  | -                  |             | -           | -           | 15     | 2      |
| 2020-2021           | PAS Giannina        | SL                  | 24         | 0          | CG              | 4               | 0               |                    | -                  | -                  |             | -           | -           | 27     | 0      |
| Totale PAS Giannina | Totale PAS Giannina | Totale PAS Giannina | 36         | 2          |                 | 7               | 0               |                    | -                  | -                  |             | -           | -           | 43     | 2      |
| Totale carriera     | Totale carriera     | Totale carriera     | 164        | 11         |                 | 8               | 0               |                    | -                  | -                  |             | -           | -           | 172    | 11     |

## Palmarès

### Club

#### Competizioni nazionali
- Souper Ligka Ellada 2: 1

PAS Giannina: 2019-2020